# Kenzo Takada
Kenzo Takada (高田賢三 Takada Kenzō), född 27 februari 1939 i Himeji i Hyōgo prefektur, död 4 oktober 2020 i Neuilly-sur-Seine utanför Paris, var en japansk modedesigner. Han grundade varumärket Kenzo, som är internationellt berömt för sina parfymer, kläder samt hudvårdsartiklar. 

## Biografi
År 1958 började Kenzo Takada på Bunka Fashion College i Tokyo, som en av de första manliga studenterna där. Efter examen flyttade han 1964 till Paris. Kenzos första kreationer skapades då han fick råd att köpa material från loppmarknaden.
Kenzo började uppmärksammas år 1970. Under året höll han sin första modevisning i Vivienne Gallery, öppnade sin första affär, "Jungle Jap", och en av hans modeller prydde Elle:s omslag. Hans kollektioner uppvisades i New York och Tokyo 1971. Följande år vann han Fashion Editor Club of Japans pris. 
Hans första kollektion för män lanserades år 1983. År 1988 lanserade han sin parfymkollektion för kvinnor med parfymerna Kenzo de Kenzo, Parfum d'Été, Le monde est beau och L'eau de Kenzo. Hans första manliga parfym, Kenzo pour homme lanserades 1991.
Sedan år 1993 är varumärket Kenzo ägt av det franska lyxföretaget LVMH.
Kenzo Takada trappade ner sin egen verksamhet 1999, men 2005 lanserade han Gokan Kobo (Fem sinnens verkstad) där produkter som matbestick samt möbler ingår.
Kenzo avled, 81 år gammal, i sviterna av Covid-19.